# Вохтома (приток Виги)
Вохтома — река в России, протекает в Бабушкинском районе Вологодской области и Кологривском районе Костромской области. Левый приток реки Вига.

## География
Река Вохтома берёт начало в болотах Бабушкинского района Вологодской области. Течёт на юг через берёзово-осиновые леса. Впадает в Вигу около нежилого посёлка Анфиново. Устье реки находится в 3 км по левому берегу реки Вига. Длина реки составляет 25 км. Крупнейший приток — Якург (правый).

## Данные водного реестра
По данным государственного водного реестра России относится к Верхневолжскому бассейновому округу, водохозяйственный участок реки — Унжа от истока и до устья, речной подбассейн реки — Бассей притоков Волги ниже Рыбинского водохранилища до впадения Оки. Речной бассейн реки — (Верхняя) Волга до Куйбышевского водохранилища (без бассейна Оки).
Код объекта в государственном водном реестре — 08010300312110000015211.